# Stortjärnen (Ramsele socken, Ångermanland, 705098-152638)
Stortjärnen är en sjö i Sollefteå kommun i Ångermanland och ingår i Ångermanälvens huvudavrinningsområde. Sjön har en area på 0,109 kvadratkilometer och ligger 337 meter över havet.